# Arcynopteryx sajanensis
Arcynopteryx sajanensis är en bäcksländeart som beskrevs av Zapekina-dulkeit 1957. Arcynopteryx sajanensis ingår i släktet Arcynopteryx och familjen rovbäcksländor. Inga underarter finns listade i Catalogue of Life.